# Evil Conduct
Evil Conduct ist eine niederländische Oi!-Band.

## Geschichte
Evil Conduct wurden 1984 in Roermond (Niederlande) gegründet. In den 1980er Jahren veröffentlichte die Band lediglich ein Demo-Tape, welches 1992 bei Streetwise Records als Single wiederveröffentlicht wurde. Bereits zu diesem Zeitpunkt hatte die Band in den Niederlanden einen gewissen Bekanntheitsgrad in der Szene erreicht. Im Jahr 1998 reformierte sich die Band nach einer längeren Phase der Inaktivität und veröffentlichte im Jahr 2000 ihr erstes Album Sorry .... No bei Mark Foggos Label Skanky’Lil Records. Das Album wurde sehr positiv aufgenommen und legte den Grundstein für den weiteren, über die Landesgrenzen hinausgehenden, Erfolg. Die Band tourte anschließend in Europa. Im Jahr 2002 wurde beim deutschen Label Knock Out Records ihr zweites Album Eye for an Eye released, im Jahr 2006 folgte dann mit King of Kings das dritte Album. Die Band spielt seit ihrer Gründung klassischen Oi! mit weitgehend englischen Texten. Ende November 2010 brachten sie ihr viertes Album Rule O.K heraus. Die 2012 erschienen Split-Single mit Old Firm Casuals, einem Seitenprojekt von Lars Frederiksen von Rancid, trug weiter zur internationalen Bekanntheit der Band bei. Laut Facebookseite erklärte die Band am 15. Dezember 2015 ihre Auflösung aufgrund persönlicher Differenzen, alle geplanten Konzerte wurden abgesagt.
Seit Herbst 2018 spielen Evil Conduct wieder Konzerte.

## Diskografie

### Singles
- 1990: A Way of Life (Streetwise Records)
- 2007: Never Let You Down (Randale Records)
- 2009: Turning the Past into the Present (Split mit The 4 Skins; Randale Records / Clockwork Firm)
- 2009: Home Sweet Home / One of the Boys (Randale Records)
- 2009: The Way We Feel (Randale Records)
- 2012: Oi! Rules ... OK! (Split mit Old Firm Casuals; Randale Records)
- 2013: Yuletide Cheers & Oi! (Split mit Old Firm Casuals; Randale Records)
- 2013: Yesterday's Rebellion / Worth the Fight (Split mit Marching Orders; Randale Records)
- 2014: That Old Tattoo / Pick Up the Pieces (Split mit Gimp Fist; Randale Records)
- 2015: That Old Tattoo / Ultra Violence (Pirates Press Records)
- 2021: Another Day (Randale Records)
- 2023: Lost Time (Randale Records)

### EPs
- 1988: Bouncing Soles (als Bouncing Soles; BS-Productions / Black Butcher Records)
- 1995: Boot Boys (Mad Butcher Records)
- 2009: The Way We Feel (Randale Records)

### Alben
- 2000: Sorry .... No (Knock Out Records / Skanky’Lil Records)
- 2002: Eye for an Eye (Knock Out Records)
- 2007: King of Kings (Knock Out Records)
- 2010: Rule O.K. (Randale Records)
- 2012: Working Class Anthems (Randale Records)
- 2014: Today's Rebellion (Randale Records)
- 2015: Live at Wild at Heart (Randale Records)
- 2023: 10 Tracks... No Bullshit (Randale Records)